# 2004年の出版
2004年の出版（2004ねんのしゅっぱん）は、2004年の出版に関するできごとについてまとめた記事である。

## 1月
- 1月26日 - ジャイブから、月刊コミックラッシュ創刊。

## 3月
- 3月3日 - コンピューター雑誌『パソコン批評』（マイクロマガジン社）休刊（最終号は2004年4月号）。
- 3月10日 - 雑誌『噂の眞相』（噂の眞相）休刊（最終号は2004年4月号）。
- 3月18日 - 角川ホールディングスが、アスキー、エンターブレインを傘下に抱える持株会社メディアリーヴスを子会社化。

## 4月
- 4月20日 - コミック誌『漫画アクション』（双葉社）復刊。
- 4月24日 - 男性誌『メンズナックル』創刊。

## 5月
- 5月17日 - J・K・ローリング『ハリー・ポッターと不死鳥の騎士団』（静山社）発売（初版290万部）。
- 5月31日 - ダン・ブラウン『ダ・ヴィンチ・コード』（角川書店）発売（250万部（2006年2月時点））。

## 6月
- 6月16日 - 樋口裕一『頭がいい人、悪い人の話し方』（PHP研究所）発売（250万部）。

## 7月
- 7月1日 - フリーペーパー『R25』（リクルート）創刊。
- 7月5日 - 雑誌『CIRCUS』（KKベストセラーズ）創刊。
- 7月16日 - 青山ブックセンター営業停止。

## 8月
- 8月5日 - 雑誌『Coyote』（スイッチ・パブリッシング）創刊。
- 8月23日 - 女性誌『PINKY』（集英社）創刊。

## 9月
- 9月7日 - 女性誌『BOAO』（マガジンハウス）創刊。
- 9月22日 - 女性誌『MAQUIA』（集英社）創刊。
- 9月28日 - 女性誌『NIKITA』（主婦と生活社）創刊。
- 9月29日 - 青山ブックセンター、本店など一部店舗営業再開。
- 雑誌『薔薇族』（メディアソフト）休刊。

## 10月
- 10月13日 - コンピュータ雑誌『PC Japan』（ソフトバンクパブリッシング（現ソフトバンククリエイティブ））復刊。
- 10月22日 - 『電車男』（新潮社）発売（約101万部（2005年6月20日時点））。

## 11月
- 11月6日- 女性誌『MINE』（講談社）休刊（最終号は2004年12月号）。
- 11月10日- 男性誌『ホットドッグ・プレス』（講談社）休刊（最終号は2004年12月号）。
- 11月24日 - デル・プラド・ジャパン倒産。

## 12月
- 12月3日 - コミック誌『ヤングガンガン』（スクウェア・エニックス）創刊。
- 12月15日 - esbooks、サイト名を「セブンアンドワイ」に変更
- 12月 - ズッコケ三人組シリーズ完結。

* 特記した場合を除き、創刊、休刊・廃刊、復刊の日付は、それぞれ創刊号、最終号、復刊号の発売日である。